# Дон Бадж
Дон Бадж (англ. Don Budge; 13 червня 1915 — 26 січня 2000) — американський тенісист.
Найвищу одиночну позицію світового рейтингу — 1 місце досяг 1937 (за даними А. Волліса Маєрса), парну — 1 місце — 1942 року (за даними Рея Боверса).
Здобув 43 одиночні титули.
Перемагав на турнірах Великого шолома в одиночному, парному та змішаному парному розрядах.
Завершив кар'єру 1961 року.

## Фінали основних турнірів

### Турніри Великого шолома

#### Одиночний розряд: 7 (6–1)
| Результат | Рік  | Турнір                   | Покриття | Суперник           | Рахунок                  |
| --------- | ---- | ------------------------ | -------- | ------------------ | ------------------------ |
| Поразка   | 1936 | Чемпіонат США            | Трава    | Фред Перрі         | 2–6, 6–2, 8–6, 1–6, 10–8 |
| Перемога  | 1937 | Вімблдонський турнір     | Трава    | Готтфрід фон Крамм | 6–3, 6–4, 6–2            |
| Перемога  | 1937 | Чемпіонат США (2)        | Трава    | Готтфрід фон Крамм | 6–1, 7–9, 6–1, 3–6, 6–1  |
| Перемога  | 1938 | Чемпіонат Австралії      | Трава    | Джон Бромвіч       | 6–4, 6–2, 6–1            |
| Перемога  | 1938 | Чемпіонат Франції        | Ґрунт    | Родеріх Менцель    | 6–3, 6–2, 6–4            |
| Перемога  | 1938 | Вімблдонський турнір (2) | Трава    | Банні Остін        | 6–1, 6–0, 6–3            |
| Перемога  | 1938 | Чемпіонат США (3)        | Трава    | Джин Мако          | 6–3, 6–8, 6–2, 6–1       |

#### Парний розряд: 7 (4–3)
| Результат | Рік  | Турнір               | Покриття | Партнер   | Суперники                         | Рахунок                 |
| --------- | ---- | -------------------- | -------- | --------- | --------------------------------- | ----------------------- |
| Поразка   | 1935 | Чемпіонат США        | Трава    | Джин Мако | Вілмер Еллісон Джон Ван Рин       | 2–6, 3–6, 6–2, 6–3, 1–6 |
| Перемога  | 1936 | Чемпіонат США        | Трава    | Джин Мако | Вілмер Еллісон Джон Ван Рин       | 6–4, 6–2, 6–4           |
| Перемога  | 1937 | Вімблдонський турнір | Трава    | Джин Мако | Пет Г'юз (тенісист) Реймонд Такі  | 6–0, 6–4, 6–8, 6–1      |
| Поразка   | 1937 | Чемпіонат США        | Трава    | Джин Мако | Геннер Генкель Готтфрід фон Крамм | 4–6, 5–7, 4–6           |
| Поразка   | 1938 | Чемпіонат Франції    | Ґрунт    | Джин Мако | Бернар Дестремо Ївон Петра        | 6–3, 3–6, 7–9, 1–6      |
| Перемога  | 1938 | Вімблдонський турнір | Трава    | Джин Мако | Геннер Генкель Ґеорґ фон Метакса  | 6–4, 6–3, 3–6, 8–6      |
| Перемога  | 1938 | Чемпіонат США        | Трава    | Джин Мако | Джон Бромвіч Адріан Квіст         | 6–3, 6–2, 6–1           |